# Candy 66
Candy 66 es una banda venezolana de metal alternativo, que se formó en la ciudad de Caracas en el año de 1998. Se consagró con el público en el año 2000, cuando resultó ganadora del Festival Nuevas Bandas, y comenzó a recibir una mayor exposición, que le hizo ganarse muchos fanes entre los seguidores del metal en Venezuela. Las influencias de la banda provienen de artistas como Faith No More, Ozzy Osbourne, Korn, Sepultura, Pantera, Nirvana Candy 66 recibió el premio Mejor banda de nuevas tendencias en los Premios Metal Hecho En Venezuela 2002-2003, y ha participado en tarima junto a importantes artistas internacionales como KoЯn, Slipknot y Papa Roach, aparte de haber llevado su música a escenarios fuera de su tierra natal en Estados Unidos, Colombia y Bonaire. La banda participó como invitado especial en el Festival Nuevas Bandas de los años 2002, 2004, 2006, 2009, 2010 y 2013, y ha realizado diversas giras por el país. En 2009 participó en el festival Rock Al Parque, en Colombia.

## Formación
Candy 66 nace el 28 de octubre de 1998. Es la unión de dos proyectos de carácter underground establecidos en la ciudad de Caracas: N.u.m.b., banda de post-grunge conformada por Jean De oliviera junto con Óscar García en la batería y coros, Frank Pulgar en las voces/bajo y José Morantes en la guitarra,  y Gas flatulento, banda de metal industrial conformada por Jean Carlo De Oliveira en la batería y coros, Gustavo Morantes en la guitarra, Alejandro Martínez en el bajo e Ivan Urbina en la voz y guitarra. La época en que se formó la banda fue una en la que la escena musical del país mostraba mucha experimentación, y en la que muchos conciertos estuvieron marcados por la zozobra de una movida musical desabrida y poco alimentada, pero que al mismo tiempo representaba una buena oportunidad para el desarrollo musical sin estereotipos ni monopolios que pudiesen cuartear la libre creación de la amplia fauna musical que en el underground habitaba. La movida de rock nacional estaba por vivir un breve despertar nuevamente.

## Nace P.O.P
En las instalaciones de los estudios RM fue donde se grabó el primer demo de la banda66: “Solo” y “A+” fueron las canciones que por primera vez se grababan y al mismo tiempo generaron alguno que otro interés en las personas del medio que frecuentaban ese estudio _ Así fue como nació Candy66, en octubre de 1998 el ingeniero de sonido Daniel Hernández responsable por la grabación y mezcla de ese primer demo nos ofrece grabar un disco entero en su nuevo estudio ubicado en La California norte “JAM studios” _ Para abril de 1999 la banda ya había entrado a grabar lo que sería su primer disco oficial: “P.O.P. = Para otras personas” que con un tracklist de 13 temas incluyendo un intro bien apegado a las raíces folklóricas del país, sirvió para abrir el camino de lo que sería una montaña rusa de experiencias que hasta el día de hoy tenemos el gusto de compartir con todos uds.
Desde el triunfo en el Festival Nuevas Bandas en el año 2000, la participación en el prestigioso festival nacional Caracas Pop Festival en el 2002, una gira extensa de casi tres años “Rancho Tour 2001-2003” que visitó casi todos los rincones del país y con salidas especiales al Festival SXSW 2001 en Austin Texas y al Festival de Bandas Internacionales en Bonaire 2002, Candy66 tuvo la grandiosa oportunidad de compartir con muchos 66´s a lo largo de todos estos lugares como también de excelentes bandas nacionales e internacionales catapultando así el buen comienzo de una carrera musical a nivel nacional.

## A+ y Grabación en vivo "5 Mundos"
Para el 2003 sale a la venta el segundo disco oficial de la banda, “A+”, bajo el sello disquero Latin World Records el cual fue grabado en los estudios de esta casa disquera antiguamente ubicados en el country club de la ciudad de Caracas. Al mismo tiempo Latin World reeditó "P.O.P" en el cual se hizo un refrescamiento del arte, remasterizado en su totalidad, y se le es agregado contenido multimedia y track extra: "Madre". "A+" fue el refuerzo perfecto de todo lo que ya se había hecho previamente, un sonido más claro y definido con un tracklist de 11 temas entre los cuales se encuentran canciones como “Fe”, “Bandera”, “Ceniza” y “Niño" los cuales tuvieron una recepción impactante a nivel nacional. El primer videoclip oficial de la historia de la banda, se desprendió del sencillo "Fe", el cual, fue rotado en canales especializados en música a nivel nacional e internacional como MTV Latinoamérica. Este disco fue acompañado por otra gira de casi 3 años, “A+Tour 2003-2005” el cual los llevó a Colombia y a prácticamente todas las ciudades más importantes de Venezuela.
Tomando el impulso exitoso de los dos primeros lanzamientos de Candy66, para el 2005 la banda decide sacar un compilado de algunas grabaciones de esas 2 giras en formato en vivo bajo el nombre de “5 Mundos”. Este trabajo recaudó las presentaciones más importantes de ambas giras, logrado con colaboracioes importantes de: Néstor Vincero (AudioLine Estudios), Daniel y David Hernández. Para culminación de la gira de "5 Mundos", Gustavo Morantes deja la banda por razones personales y es reemplazado por Guillermo Moreno, quien formaba parte de dos bandas importantes de la movida underground Caraqueña: Toxic Hoffman y PZoom. Guillermo, solo estuvo por unos meses previo al regreso de Gustavo para retomar la preproducción del tercer disco en estudio de la banda.

## Hiato y Partida de José y Gustavo Morantes
Iniciando el 2006 Candy66 se separa. Por desacuerdos en la actual formación la banda estaría casi dos años inactiva. Gustavo y José Morantes deciden no continuar en la alineación. “Todos fuimos responsables de lo que sucedió, por diferencias y sobre todo falta de comunicación nos perdimos en una oscuridad que se estaba tragando lo más importante, la música... Lo peor fue haber perdido la amistad que por tantos años nos unía". Comenta Jean De Oliveira

## Cambios en Alineación y Evolutio
Tras la partida de los hermanos Morantes, la banda reforma su alineación reincorporando a Guillermo Moreno en la batería e incluyendo al guitarrista y líder de Distrust: Felipe Gruber. Felipe, estuvo acompañando a Candy66 durante aproximadamente un año aportó para grandes acontecimientos como el concierto en el Poliedro de Caracas con la banda Slipknot y su participación en la grabación de temas que formarían parte en el futuro de "Evolutio" como fueron "Resurrección" y "Vivimos por Vivir". Finalmente, se retiró por motivos de trabajo, cambiando la estructura de la banda hacia un cuarteto en donde Jean De Oliveira estaría al frente con la guitarra y voz.
Para diciembre de 2007, Frank Pulgar se retira de Candy66 por motivos personales. Alejandro Angulo, colíder y exguitarrista de Liquet es reclutado para reemplazar a Frank.
En marzo del 2008 la banda entra al estudio para terminar de grabar su cuarto disco oficial, y su tercera placa en estudio “Evolutio”, disco que se nutre de todo lo sucedido durante la última etapa de la banda y que bajo la colaboración de muchas personas del entorno se hace posible. Candy66 para esta nueva fase quiso experimentar con nuevas texturas a nivel de sonido y ambientes en vivo, para eso contó con la colaboración y futura inclusión en la formación oficial de DJ Let Arteaga.
Para principios del 2010, dos nuevos cambios en la alineación son anunciados. Alejandro Martínez dejó la banda por razones personales, siendo sustituido por el colíder de la banda Verona: Ray Díaz. Junto a su inclusión, José Morantes regresaría para completar una nueva estructura con 3 guitarras y 6 integrantes en total.

## Bits Sessions DVD y Preproducción "Nueva Guerra"
Durante la etapa media de la gira Evolutio 2010, Candy66 produjo un DVD en Backstage Caracas el cual fue editado y lanzado a la venta para el mes de diciembre de 2010, este contiene temas de P.O.P., A+, Evolutio y el Preestreno del tema "Batalla" que luego formaría parte de "Nueva Guerra".
Durante la finalización de la gira Evolutio, la banda pre-produjo temas que juntos a "Batalla" serían parte de su nueva larga duración.

## Nueva Guerra, Regreso de Gustavo Morantes y Felipe Grüber
La banda se reunió en Backstage Valencia para la grabación de los temas pre-producidos previamente en Caracas. Nueva Guerra, fue el cuarto larga duración de Candy66 en estudio y consta de 9 temas de los cuales se desprendieron 4 sencillos que tuvieron alto impacto y rotación en las radios nacionales. Para el mes de mayo de 2013, "Antisocial", logró colarse en la cartelera Pop & Rock en el primer lugar a nivel nacional. Para apoyar el lanzamiento de este nuevo disco, Candy66 emprendió una gira que consto de más de 20 fechas y 12 ciudades visitadas a lo largo del país, no sin antes anunciar la sustitución de Guillermo Moreno por el regreso de Gustavo Morantes. Para la segunda mitad de la gira, Alejandro Angulo anuncia su partida de la banda por motivos de mudanza fuera del país y Felipe Grüber regresa a la formación de la banda.
Nueva Guerra, ha sido una de las producciones más exitosas de la banda, llevándola a 3 nominaciones en los Premios Pepsi Music como: Mejor Video Rock del Año (No seré un siervo de tu horror); Mejor Artista Rock; Mejor Canción Rock (Antisocial).

## No Más Violencia Tour
Durante el desarrollo de la gira Nueva Guerra, varios conciertos fueron cancelados por los hechos acontecidos en Venezuela a partir de febrero de 2014. Desde esta fecha en adelante la banda no tendría conciertos por la inestabilidad en la que se encontraba el país, por lo que en julio del mismo año, se reunieron en Audioline Studios y Backstage Valencia para Producir un sencillo llamado "No Mas Violencia", el cual reza el descontento del derrame de sangre y la creciente ola de delincuencia actual. La gira comenzó el 1 de agosto de 2014 y finalizó el 27 de septiembre de 2014 visitando 9 ciudades con desbordada asistencia en cada presentación. Durante este Tour, tuvieron una destacada actuación como banda sorpresa invitada para cerrar los "Premios Union Rock Show 2014", celebrados en la Plaza La Castellana.

## Sombras en el Sol CDS y Sin Nombre Tour
Luego del receso que dejó la última gira de la banda, Candy66 compuso el sencillo "Sombras en el Sol", el cual fue presentado en vivo el 20 de junio de 2015 en el Sibelius Fest (Caracas) y días anteriores en la página oficial y redes sociales para su descarga gratuita. Para el 28 de julio anunciaron el lanzamiento del video oficial de dicho sencillo así como el anuncio de una gira que visitará 6 de las ciudades más importantes de la región, comenzando casualmente, el 1 de agosto.

## Siempre Fuerte Tour 2019 y Futuros Proyectos
El 10 de diciembre de 2018 y en vísperas de sus 20 años, Candy66 anunciaría su regreso a los escenarios después de un hiato de casi 3 años debido a la reestructuración geográfica de la banda. La gira, abarcó ciudades que no habían sido visitados por la banda durante su carrera de 20 años: Santiago de Chile y Buenos Aires (Argentina). Previo a la gira, los 66 lanzaron un sencillo de nombre "Estelar". 
El último trimestre del año fue cerrado con lo que Candy66 cataloga como el cierre de una etapa donde hablan de contenido social, "Hijos del Abismo", este tema, fue estrenado en las plataformas de streaming a nivel mundial en el Mes de noviembre de 2019.

## Integrantes
- Jean Carlo De Oliveira - Voz, Guitarra
- José Morantes - Guitarra
- Ray Díaz - Bajo eléctrico
- Gustavo Morantes - Batería, Percusión
- Let Arteaga - Guitarra, Síntesis, Coros

### Cronología
|                        |                              |                      |                      |                      |                      |                      |                      |                      |                      |                      |                      |                      |                      |                      |                  |                  |                  |                  |                      |                  |                       |                  |                  |                  |                  |                                |                  |
|                        | P.O.P. "Para otras Personas" |                      | B-SIDE               |                      |                      |                      | A +                  |                      | 5 Mundos             |                      |                      |                      | EVOLUTIO             |                      |                  |                  | Nueva Guerra     |                  | No Mas Violencia CDS |                  | Sombras en el Sol CDS |                  |                  |                  |                  | Estelar - Hijos del Abismo CDS |                  |
|                        | 2001                         |                      |                      |                      |                      | 2002                 | 2003                 | 2004                 | 2005                 | 2006                 | 2007                 | 2008                 | 2009                 | 2010                 | 2011             | 2012             | 2013             |                  | 2014                 |                  | 2015                  |                  | 2016             | 2017             | 2018             | 2019                           | 2020             |
| Jean Carlo de Oliveira |                              |                      |                      |                      |                      |                      |                      |                      |                      |                      |                      |                      |                      |                      |                  |                  |                  |                  |                      |                  |                       |                  |                  |                  |                  |                                |                  |
| Alejandro Martínez F   | Alejandro Martínez F         | Alejandro Martínez F | Alejandro Martínez F | Alejandro Martínez F | Alejandro Martínez F | Alejandro Martínez F | Alejandro Martínez F | Alejandro Martínez F | Alejandro Martínez F | Alejandro Martínez F | Alejandro Martínez F | Alejandro Martínez F | Alejandro Martínez F | Alejandro Martínez F | Ray Díaz         | Ray Díaz         | Ray Díaz         | Ray Díaz         | Ray Díaz             | Ray Díaz         | Ray Díaz              | Ray Díaz         | Ray Díaz         | Ray Díaz         | Ray Díaz         | Ray Díaz                       | Ray Díaz         |
| Frank Pulgar           | Frank Pulgar                 | Frank Pulgar         | Frank Pulgar         | Frank Pulgar         | Frank Pulgar         | Frank Pulgar         | Frank Pulgar         | Frank Pulgar         | Frank Pulgar         | Frank Pulgar         | Frank Pulgar         | Alejandro Angulo     | Alejandro Angulo     | Alejandro Angulo     | Alejandro Angulo | Alejandro Angulo | Alejandro Angulo | Alejandro Angulo | Felipe Grüber        | Felipe Grüber    | Felipe Grüber         | Felipe Grüber    | Felipe Grüber    | Felipe Grüber    | Felipe Grüber    | Felipe Grüber                  |                  |
| Gustavo Morantes       | Gustavo Morantes             | Gustavo Morantes     | Gustavo Morantes     | Gustavo Morantes     | Gustavo Morantes     | Gustavo Morantes     | Gustavo Morantes     | Gustavo Morantes     | Gustavo Morantes     | Guillermo Moreno     | Guillermo Moreno     | Guillermo Moreno     | Guillermo Moreno     | Guillermo Moreno     | Guillermo Moreno | Guillermo Moreno | Gustavo Morantes | Gustavo Morantes | Gustavo Morantes     | Gustavo Morantes | Gustavo Morantes      | Gustavo Morantes | Gustavo Morantes | Gustavo Morantes | Gustavo Morantes | Gustavo Morantes               | Gustavo Morantes |
| José Morantes          | José Morantes                | José Morantes        | José Morantes        | José Morantes        | José Morantes        | José Morantes        | José Morantes        | José Morantes        | José Morantes        |                      |                      |                      |                      |                      | José Morantes    | José Morantes    | José Morantes    | José Morantes    | José Morantes        | José Morantes    | José Morantes         | José Morantes    | José Morantes    | José Morantes    | José Morantes    | José Morantes                  | José Morantes    |
|                        |                              |                      |                      |                      |                      |                      |                      |                      |                      |                      |                      | Let Arteaga          |                      |                      |                  |                  |                  |                  |                      |                  |                       |                  |                  |                  |                  |                                |                  |

|  | Álbum editado |  | Voz y Guitarra Moog |  | Bajo |  | Guitarra, 2.ª Voz |

|  | Batería |  | Teclado/Dj - Guitarra |  | Guitarra |

## Discografía
| Año  | Álbum                           |
| ---- | ------------------------------- |
| 2001 | P.O.P. (Para Otras Personas)    |
| 2003 | A+                              |
| 2005 | 5 Mundos                        |
| 2009 | Evolutio                        |
| 2010 | Bitsessions                     |
| 2013 | Nueva Guerra                    |
| 2014 | No Más Violencia (Single)       |
| 2015 | Sombras En El Sol (Single)      |
| 2016 | Lo Mejor De Candy 66            |
| 2018 | Archivo Vol.1 - Siempre Fuertes |
| 2019 | Estelar (Single)                |
| 2019 | Hijos Del Abismo (Single)       |
| 2020 | P.O.P / Rarezas                 |
| 2020 | A+ Rarezas                      |

## Videografía

### DVD
- A+
- P.O.P
- Home Video 1 (Grabación P.O.P y FNB 2000)
- Home Video 2 (Grabación A+ y Rancho Tour)
- Bit Sessions (DVD Acústico 2010)

### Videoclips musicales
- Burrera del álbum B-Side
- Solo del álbum P.O.P
- Madre del álbum P.O.P
- Fé del álbum A+
- Negativo del álbum 5 mundos
- Resurrección del álbum Evolutio
- Somos Otros del álbum Evolutio
- Veneno del álbum Evolutio
- Camino de una Vez del álbum Evolutio
- Invisible del álbum Nueva Guerra
- A 4km del álbum Nueva Guerra
- No Seré Un Siervo De Tu Horror del álbum Nueva Guerra
- No Mas Violencia del álbum No Mas Violencia CDS
- Sombras en el Sol del álbum Sombras en el Sol CDS